# Sorelle Marinetti
Sorelle Marinetti è un trio maschile di attori e cantanti en travesti. I loro nomi d'arte sono Turbina, Mercuria, Scintilla (rispettivamente, Nicola Olivieri, Andrea Allione e Marco Lugli). Tra l'ottobre del 2015 agli inizi del 2024 Andrea Allione è stato sostituito nel progetto teatrale e musicale dal cantante e attore Matteo Minerva, che ha dato vita al personaggio di Elica Marinetti. 
Il gruppo, il cui nome si rifà a quello del caposcuola del futurismo, Filippo Tommaso Marinetti, ha in repertorio brani swing composti da noti autori degli anni trenta (ad esempio Giovanni D'Anzi) e divenuti nel tempo degli evergreen, come Il pinguino innamorato, Ma le gambe, Tulipan e La gelosia non è più di moda, eseguite originariamente dal Trio Lescano, e Non sei più la mia bambina, che fu lanciato a suo tempo da Delia Lodi.
Lo stile canoro del gruppo è ispirato a quello del trio Lescano, che fu il primo gruppo vocale femminile in Italia a cantare con la tecnica del "canto armonizzato", già utilizzata sin dagli anni venti dalle sorelle di New Orleans Boswell Sisters e reso internazionalmente celebre, soprattutto nel periodo della Seconda Guerra Mondiale, dalle Andrews Sisters.

## Repertorio
Selezionati con un casting dall'autore e produttore Giorgio Bozzo, i cantanti/attori che oggi formano il gruppo delle Sorelle Marinetti sono stati introdotti nel mondo dello spettacolo come trasformisti per le parti recitate all'interno dello spettacolo di Gennaro Cosmo Parlato, prodotto dallo stesso Bozzo.
Successivamente, nel marzo 2006, con la nascita del progetto "Sorelle Marinetti" il trio è stato affidato, per la preparazione delle parti vocali, al maestro Christian Schmitz.
A differenza del gruppo italo-britannico The Puppini Sisters e delle Sorelle Bandiera - che cantavano a metà degli anni settanta la sigla della trasmissione televisiva di Renzo Arbore L'altra domenica - i cui repertori sono stati diretti a modernizzare o a enfatizzare in senso ironico le atmosfere di un'epoca, i curatori del progetto delle Sorelle Marinetti hanno basato la loro ricerca artistica su un recupero filologico, sia pure in chiave di cover, del suono di standard musicali degli anni trenta e quaranta, all'epoca eseguito da solisti e gruppi vocali di grande notorietà come, ad esempio, Silvana Fioresi, Delia Lodi e il Trio Lescano.
Rifiutando l'etichetta di Drag queen (o Drag singer) e definendosi piuttosto - in maniera decisamente autoironica - «signorine perbene o suffragette della musica» - denotano una spiccata nostalgia per la musica jazz e swing, basata spesso su canzoni orecchiabili o comunque di facile ascolto e presa sul pubblico, su testi dal contenuto quanto mai semplice, valorizzato dall'uso dei vocalizzi in falsetto.
Nel febbraio 2008 hanno pubblicato un CD dal titolo Non ce ne importa niente.
Forti di un incisivo battage mediatico (internet inclusa) e di numerosi assaggi in televisione (Stella di Maurizio Costanzo per SKY Vivo, lo stesso Maurizio Costanzo Show e Markette di Piero Chiambretti) nel marzo 2008 hanno debuttato al Teatro Ciak di Milano con uno spettacolo che riprende il titolo del disco, Non ce ne importa niente, scritto da Giorgio Bozzo, con la regia di Max Croci.
Il gruppo che accompagna le loro performance sul palcoscenico e in disco è costituito da musicisti jazz: Christian Schmitz (pianoforte), Riccardo Tosi/Martino Malacrida (batteria), Paolo Dassi (contrabbasso), Pierluigi Petris (chitarra); per la sezione fiati: Alberto Ferrari (clarinetto, sax contralto e C-Melody sax). Questo quartetto, ampliato di alcuni elementi nella sezione fiati, ha dato vita ad una propria formazione - l'Orchestra Maniscalchi - che ha lavorato intorno ad un proprio repertorio per i due CD "Blem blem fiu fiu dum dum" basato su brani strumentali originali degli anni trenta ma con contributi in alcune tracce delle stesse Sorelle Marinetti e "Diamoci del tu...".
Nel febbraio 2010 hanno partecipato al 60º Festival della canzone italiana di Sanremo come coriste di Arisa nel brano Malamorenò. Questa non è stata l'unica collaborazione: nel 2011 Vinicio Capossela chiede al trio canterino di partecipare ai cori del brano Pryntyl, primo singolo del suo album Marinai, profeti e balene. A seguire le Sorelle Marinetti prenderanno parte al tour estivo del cantautore. Nel 2012 è Simone Cristicchi a collaborare con le Sorelle in un tour estivo dal titolo Poker di swing.
Il 2013 vede invece il debutto delle Sorelle nella commedia musicale Risate sotto le bombe, scritta da Giorgio Bozzo e Gianni Fantoni, che va in scena in prima nazionale il 31 ottobre al Teatro Manzoni di Milano. Nello stesso anno viene pubblicato un CD con la colonna sonora dello spettacolo.
Nel 2014 Giorgio Bozzo scrive due nuovi spettacoli: il primo per le Sorelle e alcuni colleghi di Risate sotto le bombe, dal titolo La Famiglia Canterina, che debutta nel maggio dello stesso anno. Nel cast, oltre alle Sorelle, Francesca Nerozzi, Jacopo Bruno e il trio jazz dell'Orchestra Maniscalchi; il secondo per le Sorelle e l'attrice triestina Ariella Reggio si intitola Sciantose, eccentriche e dive del microfono e debutta il 20 luglio in occasione del Mittfest di Cividale del Friuli. In seguito Ariella e le Sorelle verranno invitate dalla sede di RAI di Trieste ad registrare lo spettacolo che andrà in onda in due puntate nel novembre del 2014.
Come detto, nel settembre del 2015 Andrea Allione, che dall'inizio del progetto ricopriva il ruolo di Mercuria Marinetti, decide di lasciare il progetto continuando comunque saltuariamente la sua partecipazione. Gli subentra il cantante e attore Matteo Minerva, a cui viene assegnato un nuovo personaggio, dal nome Elica Marinetti. "Elica" fa il suo debutto in scena al Teatro Verdi di Gorizia il 1º ottobre 2015, in occasione di una replica dello spettacolo La Famiglia Canterina.
Nel dicembre 2016, con la nuova formazione, il trio partecipa alla maratona televisivo di Telethon condotta da Fabrizio Frizzi e Costantino della Gherardesca duettando con lo stesso Fabrizio Frizzi in Ma le gambe.
Nel maggio del 2017 partecipano, invece, prima alla puntata di Matrix condotto da Piero Chiambretti esibendosi in Tulipan e poi alla puntata di Carpool Karaoke condotto da Jake La Furia duettando con Arisa nel brano Malamoreno.
Nello stesso anno incidono l'album omonimo del loro spettacolo La Famiglia Canterina e nel 2018 Parole d'amor, contenente il brano Lunedì, colonna sonora del film Ci vuole un fisico, scritto da Tony Canto ed edito da Sugar.
Nello stesso anno sono ospiti nella trasmissione Detto fatto condotta da Caterina Balivo.
Nel 2020 partecipano alla trasmissione Oggi è un altro giorno condotta da Serena Bortone esibendosi con la celebre Ho un sassolino nella scarpa.
Nel dicembre 2021 incidono con Paola Iezzi il brano Jingle Bells ispirato alla celebre versione di Frank Sinatra del 1957, brano con cui partecipano in diretta a Telethon presentati da Paolo Belli.
Nel 2022 partecipano all'album di Davide Zilli duettando col cantautore nel singolo Psicanaliswing.

## Formazione

### Formazione attuale
- Scintilla Marinetti (Marco Lugli) (2008 - presente)
- Turbina Marinetti (Nicola Olivieri) (2008 - presente)
- Mercuria Marinetti (Andrea Allione) (2008 - settembre 2015 / primavera 2024 - presente)
- Elica Marinetti (Matteo Minerva) (2015 - primavera 2024)

## Discografia

### Album
- 2008 - Non ce ne importa niente
- 2010 - Signorine novecento (Atlantic, 5051865974321).
- 2013 - Risate sotto le bombe
- 2017 - La famiglia canterina
- 2018 - Parole d'amor

### EP
- Note di Natale, (2009)